# پردراگ میاتوویچ
پردراگ میاتوویچ (صربی: Predrag Mijatović؛ زادهٔ ۱۹ ژانویهٔ ۱۹۶۹ در تیتوگراد) بازیکن سابق فوتبال اهل مونته‌نگرو است.
او سابقهٔ حضور در باشگاه‌هایی چون بودوچنوست تیتوگراد، پارتیزان، والنسیا، رئال مادرید، فیورنتینا و لوانته را دارد.
وی به همراه تیم ملی یوگسلاوی، در جام جهانی فوتبال ۱۹۹۸ و جام ملت‌های اروپا ۲۰۰۰ حضور داشته است.
میاتوویچ در سال ۱۹۹۷ به عنوان بهترین ورزشکار سال یوگسلاوی نیز انتخاب شد.
او در سال ۱۹۹۷ پس از رونالدو، نفر دوم برای کسب توپ طلای اروپا نیز بوده است.
وی ۷۳ بازی ملی به انجام رسانده و ۲۶ گل ملی به ثمر رسانده است.
گلی که میاتوویچ در فینال لیگ قهرمانان اروپا ۹۸-۱۹۹۷ در بازی رئال مادرید و یوونتوس به ثمر رساند، باعث برتری یک بر صفر رئال مادرید و قهرمانی این تیم پس از ۳۲ سال در این مسابقات شد.

## آمار بازی‌های ملی
| تیم ملی یوگسلاوی | تیم ملی یوگسلاوی | تیم ملی یوگسلاوی |
| سال              | بازی‌ها           | گل‌ها             |
| ---------------- | ---------------- | ---------------- |
| ۱۹۸۹             | ۳                | ۰                |
| ۱۹۹۰             | ۵                | ۰                |
| ۱۹۹۱             | ۱                | ۰                |
| ۱۹۹۲             | ۱                | ۰                |
| ۱۹۹۳             | ۰                | ۰                |
| ۱۹۹۴             | ۲                | ۰                |
| ۱۹۹۵             | ۱                | ۰                |
| ۱۹۹۶             | ۶                | ۳                |
| ۱۹۹۷             | ۸                | ۱۰               |
| ۱۹۹۸             | ۱۱               | ۳                |
| ۱۹۹۹             | ۷                | ۲                |
| ۲۰۰۰             | ۱۲               | ۴                |
| ۲۰۰۱             | ۶                | ۲                |
| ۲۰۰۲             | ۶                | ۱                |
| ۲۰۰۳             | ۵                | ۱                |
| مجموع            | ۷۳               | ۲۶               |

## کارنامه باشگاهی

### بودوچنوست
از فصل ۱۹۸۷–۸۸، میاتوویچ به بازیکن ثابت تیم بودوچنوست با مربیگری استانکو پوکلپوویچ تبدیل شد. در اکتبر ۱۹۸۷، با تیم ملی جوانان یوگسلاوی در جام جهانی جوانان در شیلی شرکت کرد و قهرمان شد. پس از بازگشت به باشگاه، جایگاه میاتوویچ در ترکیب تیم تثبیت شد. او با دژان ساویسویچ، دراگولیوب برنوویچ و برانکو برنوویچ در تیم باشگاهی و تیم ملی جوانان همبازی بود. میاتوویچ در ۳۱ بازی لیگ به میدان رفت و چهار گل به ثمر رساند؛ در پایان فصل، بودوچنوست در رده نهم جدول قرار گرفت.
در زمستان فصل ۱۹۹۰–۱۹۸۹، میاتوویچ در آستانه پیوستن به باشگاه هایدوک اشپلیت بود. او با یوریتسا یرکوویچ، مدیر ورزشی هایدوک، وارد مذاکره شد و حتی مبلغ ۵۰ هزار مارک آلمان به‌عنوان پیش‌قرارداد دریافت کرد.
با این حال، میرکو ماریانوویچ، رئیس باشگاه پارتیزان، وارد ماجرا شد و توانست میاتوویچ را متقاعد کند تا به تیم پارتیزان بلگراد بپیوندد.
در دسامبر ۱۹۸۹، باشگاه پارتیزان در نهایت مبلغ یک میلیون مارک آلمان را به‌عنوان حق انتقال به باشگاه بودوچنوست پرداخت کرد. این مبلغ در آن زمان، بالاترین رقم انتقال یک بازیکن در لیگ یوگسلاوی محسوب می‌شد.
میاتوویچ در مصاحبه‌های بعدی عنوان کرد که وخامت اوضاع سیاسی و امنیتی در یوگسلاوی یکی از دلایل اصلی تصمیمش برای نپیوستن به باشگاه کروات هایدوک بوده است.

### پارتیزان
با اینکه میاتوویچ در نخستین بازی‌اش برای پارتیزان مقابل تیم سابقش بودوچنوست گل زد، اما نیم‌فصل نخست او در این باشگاه، زیر نظر سرمربی ایوان گولاتس، بیشتر صرف تطبیق با محیط جدید شد.
او در ۱۴ بازی بعدی‌اش در لیگ تا پایان فصل ۹۰–۱۹۸۹ موفق به گلزنی نشد.
با این حال، میاتوویچ به پیشرفت ادامه داد و در فصل ۹۲–۱۹۹۱، زیر نظر سرمربی ایویتسا اوسیم، به رهبر بی‌چون‌وچرای تیم تبدیل شد. او نقش کلیدی در قهرمانی پارتیزان در جام حذفی یوگسلاوی ۱۹۹۲ ایفا کرد؛ عنوانی که با پیروزی مقابل ستاره سرخ بلگراد، قهرمان وقت اروپا، به‌دست آمد.
در همین مسیر، میاتوویچ به‌عنوان بهترین فوتبالیست سال یوگسلاوی نیز برگزیده شد.
در دوران حضورش در پارتیزان، میاتوویچ مورد توجه باشگاه‌های بزرگ اروپایی، از جمله یوونتوس قرار داشت.
او سرانجام در تابستان ۱۹۹۳ به باشگاه والنسیا پیوست.

### والنسیا
میاتوویچ نخستین بازی خود برای والنسیا را در ۵ سپتامبر ۱۹۹۳ مقابل رئال اویدو انجام داد.
او در فصل ۹۶–۱۹۹۵ با به‌ثمر رساندن ۲۸ گل در ۴۰ بازی لالیگا، عنوان بهترین بازیکن سال فوتبال اسپانیا را به‌دست آورد.
میاتوویچ که دومین گل‌زن برتر لیگ شد، در رقابت برای دریافت جایزه پیچیچی پس از خوان آنتونیو پیتسی در جایگاه دوم قرار گرفت.
در آن فصل، درخشش او نقش مهمی در نایب‌قهرمانی والنسیا پشت سر اتلتیکو مادرید داشت.

### رئال مادرید
در ۱۳ فوریه ۱۹۹۶، میاتوویچ با رئال مادرید قراردادی پیش‌قرارداد امضا کرد که طبق آن باید در تابستان ۱۹۹۶ از والنسیا به این باشگاه بپیوندد. این انتقال یک ماه بعد قطعی شد، زمانی که رئال مادرید بند فسخ قرارداد او را با پرداخت مبلغ ۱.۴۸۶ میلیارد پزوتا فعال کرد.
در همان پنجره نقل‌وانتقالات تابستانی ۱۹۹۶، داور شوکر، هم‌تیمی سابق میاتوویچ در تیم ملی یوگسلاوی، به همراه کلارنس سیدورف و روبرتو کارلوس نیز به رئال مادرید پیوستند.
فابیو کاپلو، سرمربی وقت رئال، اغلب از میاتوویچ و شوکر به‌عنوان یک زوج تهاجمی در خط حمله استفاده می‌کرد و به نوعی همکاری موفق آن‌ها در تیم جوانان یوگسلاوی در جام جهانی جوانان ۱۹۸۷ را احیا کرد.
در فصل ۹۷–۱۹۹۶ لالیگا، میاتوویچ در مجموع ۱۴ گل به ثمر رساند. یکی از مهم‌ترین گل‌های او در ال‌کلاسیکوی ۷ دسامبر ۱۹۹۶ مقابل بارسلونا بود؛ جایی که با فراری دیدنی از دست میگل آنخل نادال و لوران بلان، توپ را از بالای سر ویتور بایا عبور داد و گل دوم رئال را در پیروزی ۲–۰ به ثمر رساند.
در پایان آن فصل، رئال مادرید قهرمان لالیگا شد و همچنین در سوپرجام اسپانیا ۱۹۹۷ بارسلونا را شکست داد.
در ۲۰ مه ۱۹۹۸، میاتوویچ گل پیروزی‌بخش رئال مادرید را در دیدار فینال لیگ قهرمانان اروپا مقابل یوونتوس به ثمر رساند؛ دیداری که با نتیجه ۱–۰ به سود رئال پایان یافت.
این قهرمانی، نخستین عنوان لیگ قهرمانان اروپا برای رئال مادرید پس از ۳۲ سال بود.
فصل بعد، آخرین فصل حضور میاتوویچ در جمع کهکشانی‌ها بود؛ در پایان آن فصل، او که ۳۰ ساله شده بود، به باشگاه فیورنتینا در سری A ایتالیا فروخته شد.

### فیورنتینا
در ۲۸ ژوئن ۱۹۹۹، میاتوویچ با قراردادی سه‌ساله و به ارزش ۱۷ میلیارد لیر ایتالیا به فیورنتینا پیوست.
عملکرد ابتدایی او در فیورنتینا امیدوارکننده بود؛ با وجود حضور مهاجمان سرشناسی همچون گابریل باتیستوتا در خط حمله تیم، سرمربی وقت، جووانی تراپاتونی، در ابتدا میاتوویچ را به‌عنوان بازیکن اصلی در ترکیب قرار می‌داد.
در ۲۶ ژوئیه ۱۹۹۹، میاتوویچ گل نخست فیورنتینا را در پیروزی ۴–۰ مقابل استون ویلا در فینال جام گاتهام (Gotham Cup) در شهر نیویورک به ثمر رساند؛ این تورنمنت یک رقابت نمایشی پیش‌فصل بود.
او به‌مدت دو فصل در فیورنتینا بازی کرد، ۴ گل در رقابت‌های سری A به ثمر رساند و یک عنوان قهرمانی در جام حذفی ایتالیا (کوپا ایتالیا) به افتخاراتش افزود.
علاوه بر این، میاتوویچ در رقابت‌های لیگ قهرمانان اروپا فصل ۲۰۰۰–۱۹۹۹ نیز برای فیورنتینا به میدان رفت؛ تیم او در مرحله دوم گروهی، در گروه B پس از منچستریونایتد و باشگاه سابقش والنسیا، به رتبه سوم بسنده کرد.

### لوانته
میاتوویچ در تابستان ۲۰۰۲ به باشگاه لوانته پیوست. او یک فصل برای این تیم بازی کرد؛ فصلی که در آن لوانته در رقابت‌های سگوندا دیویسیون (دسته دوم اسپانیا) ۰۳–۲۰۰۲ به مقام چهارم رسید.
پس از آن، میاتوویچ به‌دلیل مشکلات و مصدومیت‌های مزمن، از فوتبال حرفه‌ای خداحافظی کرد.